# 日本色研事業
日本色研事業 株式会社（にほんしきけんじぎょう）とは、東京都千代田区麹町に本社を置く企業。

## 概要
1964年（昭和39年）設立の色彩教材の専門メーカー。製品は日本色彩研究所の監修・指導のもと、日本流行色協会や日本色彩教育研究会の協力を受けて製作されている。